# Praurime Fluctus
Il Praurime Fluctus è una struttura geologica della superficie di Venere.